# Okręty podwodne typu XXVI

Przypuszczalny widok niemieckiego okrętu podwodnego typu XXVI z planów projektowych.

Okręty podwodne typu XXVI – niemieckie okręty podwodne, których budowę rozpoczęto w ostatnich miesiącach II wojny światowej. Kriegsmarine zamówiło 100 okrętów tego typu (U-4501 do U-4600) w hamburskiej stoczni Blohm & Voss. Sekcje pierwszych czterech okrętów serii były w trakcie produkcji w momencie zakończenia wojny. 
Jednostki miały być napędzane turbiną Waltera. Załoga: trzech oficerów i 30 podoficerów i marynarzy. Okręt miał być uzbrojony w cztery dziobowe wyrzutnie oraz 6 w urządzeniu zwanym Schnee Organ. Okręty nie miały być wyposażone w działo pokładowe.